# Ronnie Hilton
Ronnie Hilton, geboren als Adrian Hill, (Hull, 26 januari 1926 - Hailsham, 21 februari 2001) was een Britse zanger en radiopresentator. Hij had negen Top 20-hits tussen 1954 en 1957, het overgangstijdperk tussen 78 en 45 toeren-platen. Een kwart eeuw later werd hij de stem van Sounds of the Fifties-serie van BBC Radio 2.
Hilton, een echte Yorkshireman, bleef altijd trouw aan zijn roots, vooral aan Leeds United. Hij componeerde, zong en nam verschillende anthems op als eerbetoon aan de club

## Jeugd
Hilton was afkomstig uit Yorkshire en werkte na zijn legerdienst tijdens de Tweede Wereldoorlog vanaf 1947 in een naaimachinefabriek in Leeds. Nadat hij in 1957 een talentenjacht had gewonnen, trad hij terloops 's avonds op in een club van zijn woonplaats. Een talentenscout van HMV Records ontdekte hem in 1953 dankzij een demo-opname.

## Carrière
Terwijl hij in zijn vrije tijd zong met lokale dansbands, maakte hij een privé-opname om een nummer te verkopen en dit bereikte uiteindelijk platenproducent Wally Ridley. Ridley hield niet van het nummer, maar hij hield van de stem en regelde een opnamesessie voor de zanger. Ridley hield ook niet van de naam Adrian Hill en hij veranderde die in Ronnie Hilton voor de eerste plaatpublicatie I Wish and Wish en I Live For You in juni 1954. Later in 1954 verliet Hilton zijn veilige baan als monteur in een machinefabriek in Leeds en maakte zijn debuut op het variétépodium in het Dudley Hippodrome in maart 1955, nadat hij eerder op de radio en op televisie te horen was geweest.
Hij verwierf bekendheid door in de jaren 1950 vlot aangeleverde covers van populaire Amerikaanse liedjes af te leveren. Zijn meest duurzame opnames waren No Other Love en zijn laatste hit A Windmill in Old Amsterdam in 1965, een kinderlied dat nog lang bij vooral Britse kinderen zeer geliefd was, geschreven door Ted Dicks en Myles Rudge. De laatste bracht in totaal 13 weken door in de UK Singles Chart, met een piek op nummer 23 in de hitlijst van 17 februari 1965. De componisten van het lied kregen in 1966 een Ivor Novello Award voor de «Year's Outstanding Novelty Composition».
Ondanks de prominente rol van rock-'n-roll in zijn opnamecarrière, vergaarde hij een formidabele reeks bestsellers in de UK Singles Chart, zij het voornamelijk met covers van Amerikaanse hitrecords. Dit was in die tijd gebruikelijk en veel Britse artiesten volgden deze trend. Zijn carrière als single-opname overspande alleen al van 1954 tot 1965, wat inging tegen de snel veranderende trends van de popmuziek.
Van de relatief onbekende musical Me and Juliet van Richard Rodgers en Oscar Hammerstein, geschreven in 1953, nam Ronnie Hilton de hit No Other Love op en scoorde zijn enige Britse nummer één hit in 1956. Bij het veiligstellen van de nummer ging Hilton het gevecht aan met de concurrentie van de in het Verenigd Koninkrijk gevestigde Canadees Edmund Hockridge en The Johnston Brothers. Vreemd genoeg bereikte destijds geen enkele Amerikaanse versie van No Other Love de UK Singles Chart. Perry Como was zeer succesvol geweest met het nummer in Amerika, maar zijn versie werd veel eerder uitgebracht in 1953, toen Me and Juliet voor het eerst opende op Broadway. Desalniettemin werd de lichte operastijl van Hilton, vergelijkbaar met die van zijn medemuzikant David Whitfield uit Hull, al halverwege de jaren 1950 ingehaald door de gebeurtenissen. Tegen de tijd dat No Other Love uit de UK Singles Chart verdween, had Elvis Presley zijn eerste drie Britse hitsingles binnengehaald. Hilton trad ook op in drie Royal Variety Performances. Hij nam ook deel aan de inaugurele A Song For Europe-wedstrijd in 1957, maar faalde in zijn poging om de eerste vertegenwoordiger van het Verenigd Koninkrijk te zijn op het Eurovisie Songfestival. Hiltons laatste hit in 1959 voor bijna vijf jaar was The Wonder of You, hetzelfde nummer waarmee Elvis Presley in 1970 bovenaan de Britse hitlijst stond.
Hilton bleef optreden tot ver in de jaren 1960 in de zomerseizoenen en in kerstshows en was ook een vast onderdeel van pantomimes in het New Theatre in Hull, maar besefte dat zijn dagen in de hitlijsten geteld waren. In 1967 bracht hij een single uit met covers van If I Were a Rich Man en The Laughing Gnome op respectievelijk de A- en B-kant, die zich niet plaatste in de hitlijst. In 1968 nam hij deel aan een succesvol album met liedjes uit de toen pas uitgebrachte film Chitty Chitty Bang Bang. Dit werd uitgegeven bij het budgetlabel Music For Pleasure en was zijn enige hitalbum. Hij verscheen als gast in de Morecambe & Wise Show van BBC in juni 1971. Hilton kreeg in 1976 een beroerte, wat zijn vooruitgang een tijdlang belemmerde. Hij kwam ook in financiële problemen. Na zijn herstel presenteerde hij de nostalgische radioserie Sounds of the Fifties voor BBC Radio 2. De British Academy of Song Composers and Authors eerde hem in 1989 met een gouden medaille voor zijn diensten aan de populaire muziek.

## Privéleven en overlijden
Hilton was tweemaal getrouwd. Hij had drie kinderen (Geraldine, Jane en Derry) met zijn eerste vrouw Joan. Zij overleed in 1985. Hij was van 1989 tot 2001 getrouwd met Christine Westoll. Samen hadden ze een zoon, Simon (geboren in 1966 tijdens hun eerdere affaire).
Ronnie Hilton overleed na een serie beroerten op 75-jarige leeftijd in een verzorgingshuis in Hailsham.

## Trivia
- Ronnie Hilton was tijdens zijn leven een fervent supporter van de Britse voetbalclub Leeds United en publiceerde tijdens het jaar van de bekerwinst in 1968 een single met de titel Glory, Glory, Leeds United. Het daaropvolgende jaar werd de club voor de eerste keer Engels kampioen.
- Tijdens zijn legerdiensttijd als korporaal van de Gordon Highlanders was hij verantwoordelijk voor de bar in het officierscasino. Tijdens een interview vertelde hij, dat hij daar de basisprincipes van het wedstrijddrinken kreeg geleerd.

## Discografie

### Singles
- 1954: I Still Believe
- 1854: Veni Vidi Vici
- 1955: A Blossom Fell
- 1955: Stars Shine in Your Eyes
- 1955: The Yellow Rose of Texas
- 1956: Young and Foolish
- 1956: No Other Love
- 1956: Who Are We?
- 1956: A Woman in Love
- 1956: Two Different Worlds
- 1957: Around the World
- 1957: Wonderful! Wonderful!
- 1958: Magic Moments
- 1958: I May Never Pass This Way Again
- 1959: The World Outside
- 1959: The Wonder of You
- 1964: Don't Let the Rain Come Down
- 1965: A Windmill in Old Amsterdam

### Albums
- 2006: The Very Best of Ronnie Hilton (compilatie)